# Memel-Becken

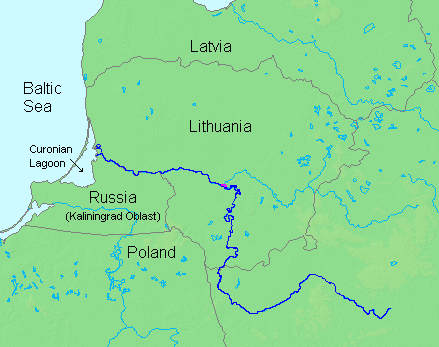
Übersichtskarte

Das Memel-Becken hat ein Einzugsgebiet von 97.928 km², 45.600 km² davon in Belarus (46,4 %), 46.626 km² in Litauen (47,7 %), 3.132 km² in Russland (Oblast Kaliningrad; 3,2 %), 2.554 km² in Polen (2,6 %) und 98 km² in Lettland (0,1 %).
Die höchste Erhebung des Beckens liegt 176 Meter über dem Meeresspiegel. Die Memel fließt von der Quelle in Belarus (Belarussischer Höhenrücken 45 km südwestlich von Minsk) zunächst durch diesen Staat, dann durch Litauen und bildet auf den letzten 115 km die Grenze zu Russland. Im Memel-Becken gibt es mehr als 800 stehende Gewässer (Seen, Weiher und Altwasser/Altarme), welche größer als 5 ha aufweisen, jedoch nur 6 % sind größer als 50 ha.
Das Memel-Becken grenzt im Osten und Südosten an das Dnepr-Becken, im Südwesten an das Weichsel-Becken und im Westen an das Pregel-Becken. Im Norden grenzt das Becken an das kleine Windau-Becken, im Nordosten an das noch kleinere Lielupe-Becken und das recht große Düna-Becken.
Das Memel-Becken besteht aus 15 Unterbecken mit direkter Mündung in die Memel sowie weiteren kleinen Bächen, die direkt in die Memel münden, jedoch keine eigenen Einzugsgebiete darstellen.

## Hauptwasserscheide

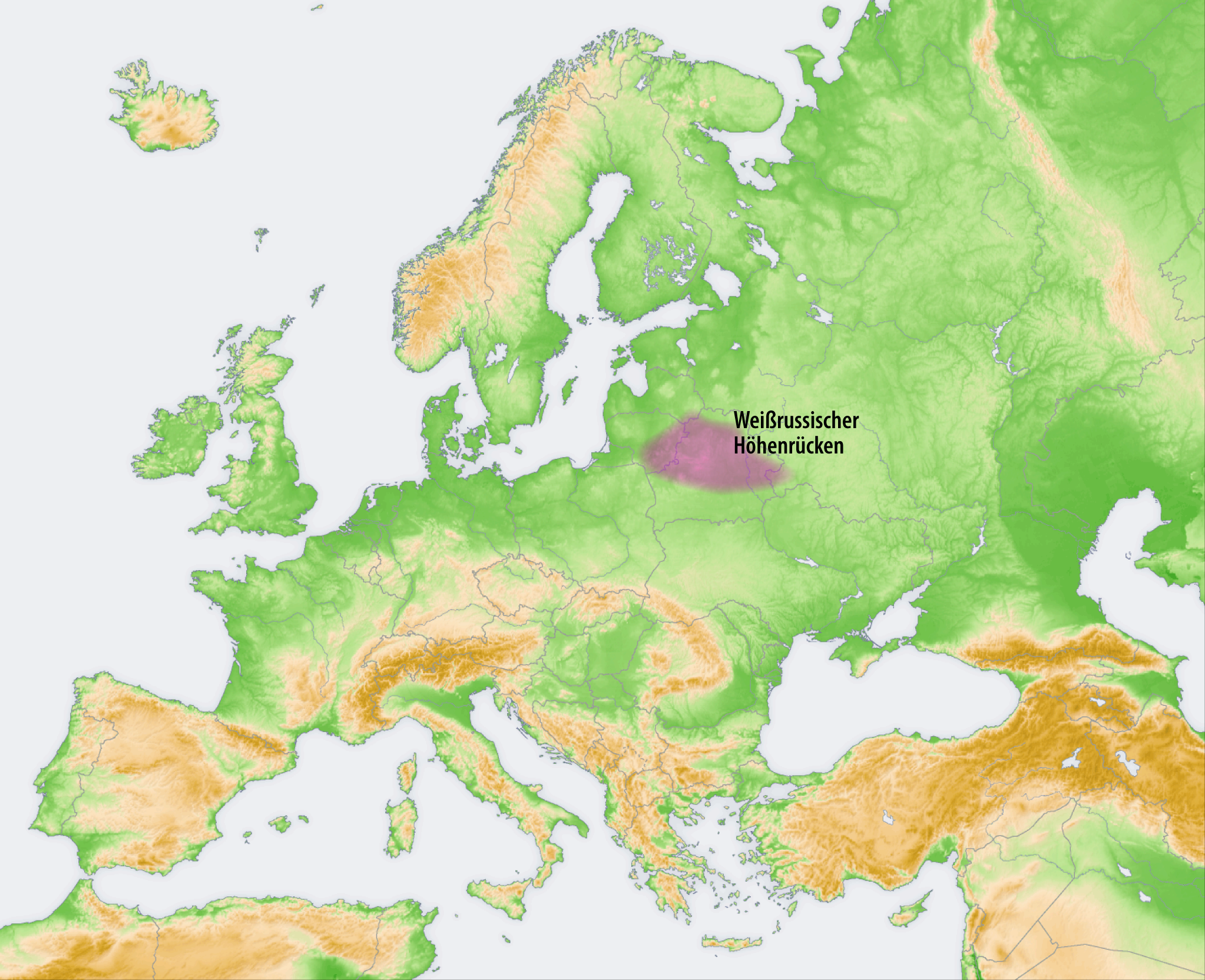
Der nordwestliche Verlauf des Höhenrückens bildet die Hauptwasserscheide.

Die östliche und südöstliche Grenze des Memel-Beckens zum Dnepr-Becken bildet einen Teil der europäischen Hauptwasserscheide zwischen Ostsee und Schwarzem Meer.
Das Gebiet wird durch den Belarussischen Höhenrücken abgegrenzt. Auf der anderen Seite des Rückens befinden sich das Prypjat-Becken und das Bjaresina-Becken, die zum Dnepr-Becken gehören.

## Flusssystem

### Memel
Der Hauptfluss im System ist die Memel. Der Strom ist 937 km lang. Die Memel ist im Oberlauf 30–100 m breit, im Mittellauf 80–150 m und im Unterlauf bis zu 500 m. Im litauischen Teil des Memel-Beckens sind die Neris mit ihren Zuflüssen Šventoji und Žeimena, Nevėžis, Šešupė, Merkys, Jūra und Minija prägend, weiterhin hat die Memel noch 2656 andere direkte Zuflüsse. 530 davon sind länger als 3 km, 2.126 sind kleinere Fließgewässer. Die Fläche, die nicht den anderen Becken zugeordnet werden kann, ist zu 30 % mit Wald bedeckt – Moore, Marschen und Sümpfe bedecken 0,7 % der Fläche, die 66 Seen zusammen 1,5 %. Die Gesamtfläche des Memel-Beckens in Litauen beträgt 121 km². Die Memel ist der wasserreichste Fluss in Litauen – ihre Wassermenge liegt im mehrjährigen Durchschnitt nahe Sowetsk (dt. Tilsit, lit. Tilžė) bei 612 m³/s. Im Norden mündet die Memel westlich von Šilutė in die Ostsee. Zuvor fließt jedoch ein Teil des Wassers durch ein Mündungsdelta in das Kurische Haff.

### Neris

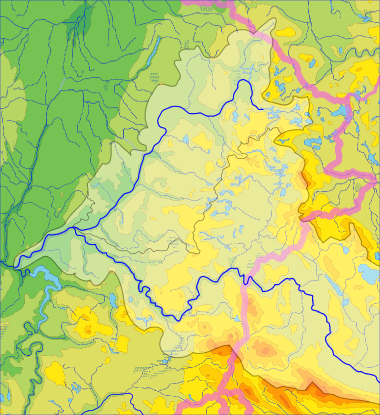
Neris-Becken – Einzugsgebiet: 24.942 km²
(Karte ohne den östlichen Teil um die Städte Wilejka und Maladsetschna)

Die Neris (belarus. Ві́лія) ist mit 509,5 km der längste Nebenfluss der Memel. Von der Quelle im nördlichen Teil des Minsker Hochlands (lit. Minsko aukštuma) fließt die Neris über eine Länge von 275,0 km westwärts über das Territorium von Belarus, dann auf einer Länge von 6,5 km entlang der litauisch-belarussischen Grenze, auf den restlichen 228 km in Litauen. Die Neris hat ein Einzugsgebiet von 24.942,3 km², 56 % der Gesamtfläche des Teileinzugsgebiets befindet sich in Litauen. Das Einzugsgebiet der Neris in Litauen beläuft sich dabei jedoch nur auf 4.266,79 km², da die Einzugsgebiete der Šventoji und der Žeimena als eigene Untergebiete des Neris-Beckens gerechnet werden.
Das Einzugsgebiet der Neris besteht in der Regel aus wasserdurchlässigem Grund, so dass Regenwasser in das Grundwasser versinken kann und nicht als Oberflächenwasser dem Fluss zufließt. Das Gebiet ist zu 37 % bewaldet – Moore, Marschen und Sümpfe bedecken etwa 0,8 % und Seen 2,4 % der restlichen Fläche. Im Neris-Becken gibt es 214 Flüsse von mehr als 3 km Länge und 870 Flüsse, die kürzer als 3 km sind.

### Schtschara
Das Schtschara-Becken ist das zweite größere Becken im Einzugsgebiet der Memel nach ihrer Quelle und liegt komplett auf dem Gebiet von Belarus. Der Fluss hat laut der Großen Sowjetischen Enzyklopädie ein Einzugsgebiet von 9990 km² und eine Länge von 325 km, laut anderen Quellen ein Einzugsgebiet von 6992 km² und eine Länge von 324 km. Er ist damit der zweitlängste Fluss im System.

### Šventoji

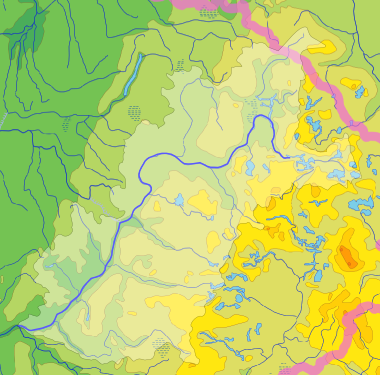
Šventoji-Becken – Einzugsgebiet: 6789,18 km²

Die Šventoji ist mit 246 km der viertlängste Fluss im Memel-Becken, hat mit einem Einzugsgebiet von 6.789,18 km² jedoch ein größeres Einzugsgebiet als die Šešupė. Die Šventoji ist der größte Nebenfluss des Neris. Ihr Einzugsgebiet erstreckt sich von Nordosten nach Südwesten und durchquert dabei das Zarasai-Hochland (lit. Zarasų aukštuma), das Utena-Hochland (lit. Utenos aukštuma) und das Molėtai-Hochland (lit. Molėtų aukštuma). Das Gebiet ist mit Seen durchzogen, welche 25 % des Einzugsgebiets ausmachen. Das Šventoji-Becken ist Teil des Mittellitauischen Tieflands (21%iger Anteil). Im restlichen Teil des Beckens (54 %) befinden sich das Svėdasai-Plateau (lit. Svėdasų plynaukštė) und das Širvintų-Plateau (lit. Širvintų plynaukštė).
Die vorherrschenden Böden bestehen aus Tonen und Lehmen, die 63 % der Fläche abdecken, 27 % der Böden bestehen aus Sand und Kies. Das Gebiet ist zu 26 % bewaldet – Moore, Marschen und Sümpfe bedecken etwa 0,7 % und Seen 3 % der restlichen Fläche. Im Šventoji-Becken gibt es 1885 Flüsse, nur 375 davon sind länger als 3 km.

### Nevėžis

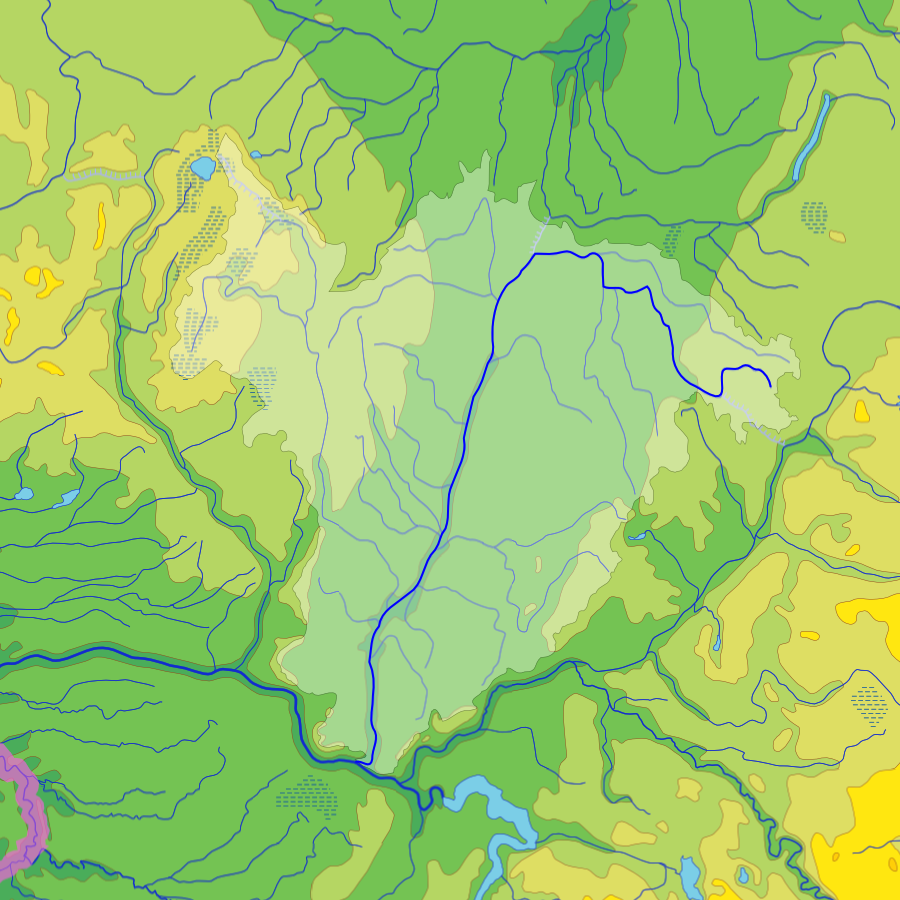
Nevėžis-Becken – Einzugsgebiet: 6140,5 km²

Die Nevėžis ist mit 208,6 km der sechstlängste Fluss im Memel-Becken. Das Nevėžis-Becken befindet sich im Zentrum des Mittellitauischen Tieflands. Der größte Zufluss ist die Šušvė am Fuß des Samogitischen Hochlands (lit. Žemaičių aukštuma) mit einem Einzugsgebiet von 1.165,4 km². Die Šušvė nimmt somit 19 % des Nevėžis-Beckens ein. Die Nevėžis erhält wegen des Nevėžis-Šventoji-Kanals einen Teil ihres Wassers aus der Šventoji. Das Einzugsgebiet des Nevėžis-Beckens hat eine Fläche von 6.140,5 km².
Die Böden im Einzugsgebiet der Nevėžis sind mit schweren, kohlenstoffhaltigen Tonen durchzogen, weitere 10 % der Oberflächen des Beckens sind mit Sand bedeckt. Moore, Marschen und Sümpfe bedecken etwa 0,6 % der restlichen Fläche, vor allem im Oberlauf des Flusses. Das Gebiet ist zu 25 % bewaldet. Es gibt 89 Seen mit einer Gesamtfläche von 5,28 km², der größte See ist der Lėnas mit 2,08 km². Im Nevėžis-Becken gibt es 2.132 Flüsse, davon 422 länger als 3 km, 1.710 kürzer. Die Nevėžis mündet bei Raudondvaris in die Memel.

### Šešupė

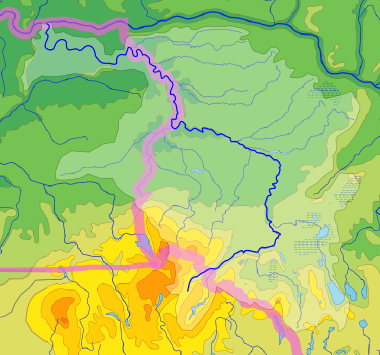
Šešupė-Becken – Einzugsgebiet: 6104,8 km²

Die Šešupė ist mit 297,6 km der drittlängste Fluss im Memel-Becken, 53 % der Länge des Flusses befinden sich in Litauen. Der litauische Teil des Beckens entspricht 80 % der Gesamtfläche. Der Oberlauf der Šešupė (km 0–27) liegt in Polen und hat ein Einzugsgebiet von 287 km². Der westliche Teil des mittleren und unteren Verlaufs mit einer Länge von 62 km (km 27–89) hat ein Einzugsgebiet von 919 km² und liegt in der Region Kaliningrad. Auf einer Strecke von 52 Kilometern fließt der Fluss entlang der Grenze zwischen Litauen und Russland mit der Region Kaliningrad. In Litauen fließt die Šešupė durch das Užnemun-Tiefland (lit. Užnemunės žemuma), ihr Oberlauf und die dortigen Nebenflüsse entwässern das Sūduva-Hochland (lit. Sūduvos aukštuma). Das Šešupė-Becken hat ein Einzugsgebiet von 6.104,8 km², davon befinden sich 4.769,75 km² in Litauen.

Die Böden im Becken bestehen aus mittlerem und schwerem Ton und Lehm. Das Gebiet ist zu 17 % bewaldet, darunter mit den Wäldern von Kazlų Rūda eines der größten Waldgebiete – Moore, Marschen und Sümpfe bedecken etwa 1,6 % der Fläche. Die größten Moore sind das Žuvintas-Moor mit 68,5 km², das Amalvas-Moor mit 34,1 km² und das Ežerėlio-Moor mit 20 km². Das Becken hat nur einen Seenanteil von 1,1 %. 60 % der Seen befinden sich auf der rechten Seite der Šešupė. Die größten Seen sind der Dusia mit 23,3 km² und der Žuvintas mit 10,3 km². Im Šešupė-Becken gibt es 1.140 Flüsse, nur 382 Flüsse sind länger als 3 km.

### Merkys

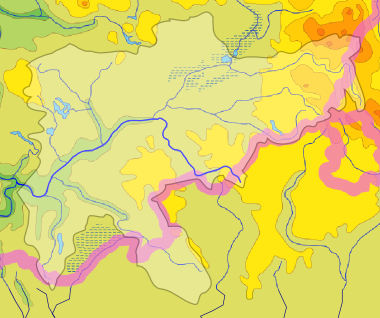
Merkys-Becken – Einzugsgebiet: 4415,7 km²

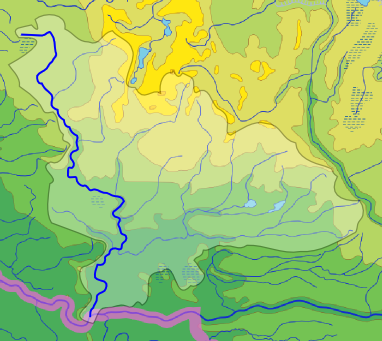
Jūra-Becken – Einzugsgebiet: 4.005,06 km²

Der Merkys ist mit 203 km der siebtlängste Fluss im Memel-Becken, mit 185,2 km befinden sich 91 % des Flusses in Litauen. Der Oberlauf des Merkys verläuft in Belarus am Rand des Ašmena-Hochlands (lit. Ašmenos aukštuma) vorbei, einige seiner rechten Zuflüsse münden am Fuß des Dzūkai-Hochlands (lit. Dzūkų aukštuma). Das Merkys-Becken hat ein Einzugsgebiet von 4.415,7 km², 3.798,73 km² befinden sich in Litauen (das sind 86 %).

Der größte Teil des Beckens erstreckt sich über eine sandige Ebene, der Mittellauf des Flusses erreicht dann den Vokė-Merkys-Kanal (lit. Merkio-Vokės kanalas oder Papio kanalas). Neben den sandigen Böden (67 % der Oberfläche) ist das Merkys-Becken zu 51 % bewaldet. Die vorherrschende Art der Bäume ist die Kiefer. Die größten Waldgebiete sind die Rūdninkų-Wälder und die Gudų-Wälder. Im Gebiet gibt es im Vergleich zu den anderen Becken nur sehr wenige Seen, sie machen mit 175 km² nur 0,9 % des Einzugsgebiets aus – Moore, Marschen und Sümpfe bedecken 1,4 % der Fläche. Die größten Moore sind die Čepkeliai-Marsch (lit. Čepkelių Raistas) mit 58,6 km², das Rūdninkai-Moor (lit. Rūdninkų Bog) mit 5 km² und das Kernav-Moor (lit. Kernavės Bog) mit 9 km². Das Einzugsgebiet des Merkys besteht mehrheitlich aus wasserdurchlässigem Grund, es gibt 660 Flüsse, davon sind 530 länger als 3 km.

### Jūra
Die Jūra ist mit einer Länge von 171,8 km der neuntlängste Fluss im Memel-Becken. Ihre Quelle befindet sich in der Rietavas-Ebene (lit. Rietavo lyguma). Im Oberlauf fließt die Jūra über die westlichen Hänge des Samogitischen Hochlands (lit. Žemaičių aukštuma), dann dreht er zum Karšuva-Tiefland (lit. Karšuvos žemuma), dann in seinem Unterlauf entlang des Moränenhügels bei Vilkyškiai. Das Jūra-Becken hat ein Einzugsgebiet von 4.005,06 km² und befindet sich gänzlich auf litauischem Gebiet. An ihrer Mündung ist die Memel jedoch Grenzfluss.
Im Oberlauf und Mittellauf wird etwa 80 % der Fläche des Teileinzugsgebiets mit mittelschwerem Ton und Lehm bedeckt. Die Böden bestehen im Unterlauf vorrangig aus schwerem Ton und Lehm, 10 % des Einzugsgebiets sind Sandzonen. Das Gebiet ist zu 27 % bewaldet – Moore, Marschen und Sümpfe bedecken 0,5 % der Fläche. Im Becken gibt es 1674 Flüsse, von denen 334 länger als 3 km sind.

### Westliche Beresina
Die westliche Beresina (belarus. Заходняя Бярэзіна, lit. Beržūna) verläuft im östlichen Bereich des Memel-Beckens auf belarussischem Gebiet. Sie ist mit einer Länge von 226 km der fünftlängste Fluss und hat ein Einzugsgebiet von ca. 4000 km². Sie durchfließt das erste rechtsseitige Becken nach der Quelle der Memel, darauf folgt das Schtschara-Becken.

### Minija

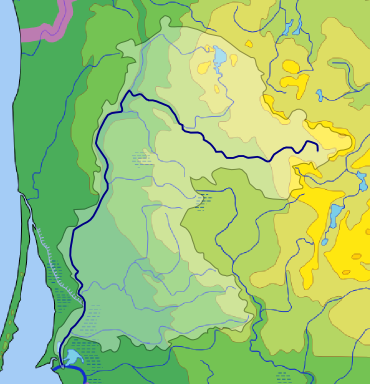
Minija-Becken – Einzugsgebiet: 2939,97 km²

Die Minija ist mit einer Länge von 201,8 km der achtlängste Fluss im Memel-Becken. Ihr Gebiet liegt zum größten Teil in einem durch die Küste geprägten Tiefland, im Oberlauf fließt sie durch das Samogitische Hochland (lit. Žemaičių aukštuma), danach mündet sie in das Kurische Haff, welches eine Nehrung ist. Das Minija-Becken hat ein Einzugsgebiet von 2.939,97 km². 18,4 km vor der Mündung ins Meer zieht der Klaipėda-Kanal Wasser ab, ein weiterer Abfluss speist den Krokų-Lanka-See. Der König-Wilhelm-Kanal (lit. Vilhelmo kanalas oder Klaipėdos kanalas) wurde von 1863 bis 1873 durch französische Kriegsgefangene gebaut. Er sollte die Hafenstadt Klaipėda direkt mit der Minija und der Memel verbinden, unter Umgehung des für Boote gefährlichen Kurischen Haffs. Die Kanallänge beträgt 27 km, die Breite 28 m, die mittlere Tiefe 1,7 m.
Die Walddichte im Gebiet beträgt 32 % der Gesamtfläche und liegt damit höher als in den anderen größeren Becken. Im Becken gibt es 1.359 Flüsse, 269 davon sind länger als 3 km – Moore, Marschen und Sümpfe bedecken nur 1,0 % der Fläche. Die wichtigste Marsch im Gebiet sind die Reiskių-Tyras-Marsch mit einer Fläche von 8,75 km² und das Aukštumala-Moor mit ungefähr 30 km².

### Žeimena

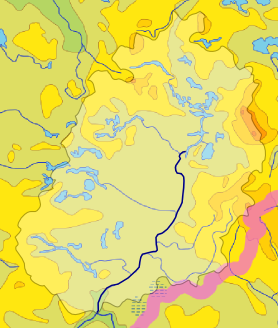
Žeimena-Becken – Einzugsgebiet: 2775,25 km²

Die Žeimena ist mit einer Länge von 79,6 km der kürzeste Fluss im litauischen Teil des Memel-Beckens. Im Verhältnis der Länge zur Größe des Einzugsgebiets ist sie besonders kurz – das kommt daher, dass ihr Becken im Norden mit einer Seenlandschaft durchzogen ist, die sie speist. Die Žeimena hat somit keine eigentliche Quelle, sondern entspringt dem Žeimenys-See. Der Fluss fließt durch die sandige Ebene der gleichnamigen Stadt Žeimena. Der Oberlauf entwässert das Aukštaičiai-Hochland (lit. Aukštaičių aukštuma) und das Švenčionys-Hochland (lit. Švenčionių aukštuma). Das Žeimena-Becken zeichnet sich durch besonders viele Seen im Norden und Westen aus. Das Becken hat ein Einzugsgebiet von 2.775,25 km², es macht 11 % des Neris-Beckens aus.

Es gibt 479 Seen mit mehr als 50 Ar, zusammen macht das 180 km² aus. Die Oberfläche des Beckens besteht damit zu 6,4 % aus Seen. Weiterhin gibt es 524 Flüsse, von den 104 länger als 3 km sind. Das Gebiet ist zu 51 % bewaldet, leicht-strukturierte Böden bedecken 76 % der Fläche – Moore, Marschen und Sümpfe nur 1,3 %.

## Wasserstraßen, Kanäle
Die Matrossowka (dt. Gilge) ist ein ursprünglich natürlicher, zur Wasserstraße ausgebauter Mündungsarm, der ebenfalls ins Kurische Haff mündet. In ihrem Verlauf zweigt das Friedrichsgraben-System ab, worüber Verbindung zum Pregel-Becken bestand.
Auf der anderen Seite befindet sich der König-Wilhelm-Kanal. Er befindet sich an der Nordküste des Kurischen Haffs in Litauen und diente früher dazu, vor allem der Flößerei einen direkten Zugang zur Hafenstadt Klaipėda zu eröffnen, da sich das Delta ständig veränderte und im Haff die Gefahr des Auflaufens bestand.
Das Memel-Becken ist durch den Venta-Dubysa-Kanal über den Fluss Dubysa mit dem Windau-Becken verbunden. Dieser wurde jedoch nicht eröffnet.
Der Oginski-Kanal verbindet im Nordosten das Memel-Becken mit dem Prypjat-Becken, das zum Dnepr-Becken gehört. Er führt von der Memel über Schtschara, Oginski-Kanal, Jasselda und Prypjat zum Dnjepr. Der Kanal selbst ist 46 km lang, die Verbindung von der Memel zum Prypjat 58 km.
Der Augustów-Kanal (poln. Kanał Augustowski) verbindet die Weichsel mit der Memel. Der Kanal ist 101 km lang, davon befinden sich 82 km in Polen, der Rest in Belarus.

## Liste aller Flüsse im System

### Linke Nebenflüsse
1. Schtschara, Länge: 325 km, Einzugsgebiet: 9990 km², Mündung bei Daschkautsy
  - Linke Nebenflüsse der Schtschara: Hryuda, Wedsma, Bereza
    - Hryuda, Länge: 85 km, Einzugsgebiet: 1330 km²
      - Linke Nebenflüsse der Hryuda: Bula, Buljanka, Busjasch, Rudnjanka
      - Rechte Nebenflüsse der Hryuda: Busjasch, Länge: 19 km, Einzugsgebiet: 160 km²

  - Rechte Nebenflüsse der Schtschara: Myschanka, Lipnjanka, Issa
    - Myschanka, Länge: 109 km, Einzugsgebiet: 930 km²
      - Zuflüsse der Myschanka: Malatouka, Mutwiza

  - Sonstige Zuflüsse: Lasochwa, Lukoniza, Sipa
2. Šešupė, Länge: 297,6 km, Einzugsgebiet: 6104,8 km², Mündung bei Neman (dt. Ragnit)
  - Linke Nebenflüsse der Šešupė: Potopka, Vygrao, Wigra, Graužė, Burčiokinė, Žvirgždė, Rausvė, Gulbinas, Alksnė, Skriaudupis, Juodupė, Širvinta
  - Rechte Nebenflüsse der Šešupė: Šelmenta, Šešupėlis, Kirsna, Želsvelė, Ūdrupis, Dovinė, Kičupelis, Sasna, Pilvė, Višakis, Vandupė, Milupė, Nenupė, Nova, Aukspirta, Blusupis, Siesartis, Gedupis, Jotija
3. Swislatsch, Länge: 137 km, Einzugsgebiet: 1750 km², Mündung bei Hrodna
4. Selwjanka
5. Ussa
6. Jiesia, Länge: 62 km, Einzugsgebiet: 473,7 km²
7. Peršėkė, Länge: 66 km, Einzugsgebiet: 542 km²
8. Baltoji Ančia, Länge: 60 km, Einzugsgebiet: 791 km²
9. Juodoji Ančia oder Czarna Hańcza, Länge: 145 km, Einzugsgebiet: 1916 km²
  - Linke Nebenflüsse der Czarna Hańcza: Igorka, Marycha
  - Rechte Nebenflüsse der Czarna Hańcza: Wołkuszanka
10. Svisločius
11. Moltschad
12. Rosė, Länge: 99 km, Einzugsgebiet: 1250 km²
13. Zelva oder Zelwianka, Länge: 170 km, Einzugsgebiet: 1940 km²
14. Molčiadė, Länge: 98 km, Einzugsgebiet: 1140 km²
15. Servečius, Länge: 63 km, Einzugsgebiet: 770 km²
16. Uša, Länge: 105 km, Einzugsgebiet: 1220 km²
17. Serwetsch
18. Loscha
19. Tilse, Länge: 27 km, Mündung bei Sowetsk
20. Issa, Länge: 62 km, Einzugsgebiet: 554 km²
21. Bereza, Länge: 23 km, Einzugsgebiet: 96 km².

### Rechte Nebenflüsse
1. Sula, Länge: 63 km, Einzugsgebiet: 537 km²
2. Usa, Länge: 104 km, Einzugsgebiet: 1316 km²
3. Westliche Beresina, belarus. Заходняя Бярэзіна, lit. Beržūna, Länge: 226 km, Einzugsgebiet: 4000 km²
4. Gauja, Länge: 94 km, Einzugsgebiet: 1677 km²
5. Ditva, Länge: 87 km, Einzugsgebiet: 176 km²
6. Ratnyčia, Länge: 12,2 km, Einzugsgebiet: 171,5 km², Mündung bei Druskininkai
7. Lebeda, Länge: 67 km, Einzugsgebiet: 791 km²
8. Katra, Länge: 109 km, Einzugsgebiet: 2010 km²
9. Merkys, Länge: 203/206 km, Einzugsgebiet: 4415,7 km², Mündung bei Merkinė
  - Linke Nebenflüsse des Merkys: Ūla, Skroblus, Šalčia, Verseka, Gruda
    - Ūla, Länge: 84,4 km, Einzugsgebiet: 752,9 km²
    - Skroblus, Länge: 17,3 km, Einzugsgebiet: 76,1 km²
    - Šalčia, Länge: 76 km, Einzugsgebiet: 749 km²
    - Verseka, Länge: 47,6 km, Einzugsgebiet: 384,4 km²
    - Gruda, Länge: 36,2 km, Einzugsgebiet: 248,4 km²

  - Rechte Nebenflüsse des Merkys: Varėnė, Duobupis, Spengla, Geluža, Lukna
    - Varėnė, Länge: 48 km, Einzugsgebiet: 411 km²
    - Spengla, Länge: 25,9 km, Einzugsgebiet: 148,3 km²
    - Geluža, Länge: 14,4 km, Einzugsgebiet: 55,9 km²
    - Lukna, Länge: 28,9 km, Einzugsgebiet: 184,9 km²
    - Amarnia oder Nedingė, Länge: 15,1 km, Einzugsgebiet: 144 km²
10. Verknė, Länge: 77,3 km, Einzugsgebiet: 703 km²
11. Strėva, Länge: 73,6 km; Einzugsgebiet: 758,9 km²
12. Neris, Länge: 510 km, Einzugsgebiet: 24.942,3 km²,[1] Mündung bei KaunasNeris-Becken – Einzugsgebiet: 24.942 km²

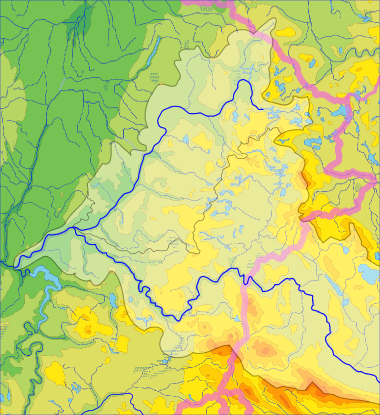
Neris-Becken – Einzugsgebiet: 24.942 km²

  - Linke Nebenflüsse der Neris: Vilnia, Ilija, Uscha, Oschmjanka, Ašmena
    - Vilnia, Länge: 79 km, Einzugsgebiet: 624 km²
    - Ilija, Länge: 62 km, Einzugsgebiet: 1220 km²
    - Ašmena, Länge: 104 km, Einzugsgebiet: 1509,8 km²

  - Rechte Nebenflüsse der Neris: Šventoji, Naratsch, Serwatsch, Stratscha, Žeimena, Musė
    - Šventoji, Länge: 242 km oder 246 km, Einzugsgebiet: 6.789,18 km²[1]
      - Linke Nebenflüsse der Šventoji: Šavaša, Alauša, Bradesa, Vyžuona, Aknysta, Varius, Anykšta, Virinta, Siesartis, Širvinta
        - Šavaša, Länge: 18,2 km, Einzugsgebiet: 48,2 km²
        - Vyžuona, Länge: 26,0 km, Einzugsgebiet: 414,7 km²
        - Aknysta, Länge: 18,2 km, Einzugsgebiet: 94,2 km²
        - Anykšta, Länge: 13,8 km, Einzugsgebiet: 144,9 km²
        - Virinta, Länge: 59,1 km, Einzugsgebiet: 566,3 km²
        - Siesartis, Länge: 64,1 km, Einzugsgebiet: 615,7 km²
        - Širvinta, Länge: 128,6 km, Einzugsgebiet: 918,1 km²

      - Rechte Nebenflüsse der Šventoji: Jara-Šetekšna, Mūšia, Storė, Armona.
        - Jara-Šetekšna, Länge: 82 km, Einzugsgebiet: 610,5 km²
        - Mūšia, Länge: 29 km, Einzugsgebiet: 227,3 km²
        - Armona, Länge: 29,6 km, Einzugsgebiet: 218,9 km²

      - Ein Kanal Šventosios-Nevėžio kanalas verbindet die Flüsse Šventoji und Neris auf einer Länge von 12 km.

    - Naratsch, Länge: 67,4 km, Einzugsgebiet: 1598 km²
    - Stratscha, Länge: 59 km, Einzugsgebiet: 1140 km²
    - Žeimena, Länge: 79,6 km, Einzugsgebiet: 2792,7 km²
13. Nevėžis, Länge: 209 km, Einzugsgebiet: 6140,5 km², Mündung bei Raudondvaris Nevėžis-Becken – Einzugsgebiet: 6140,5 km²

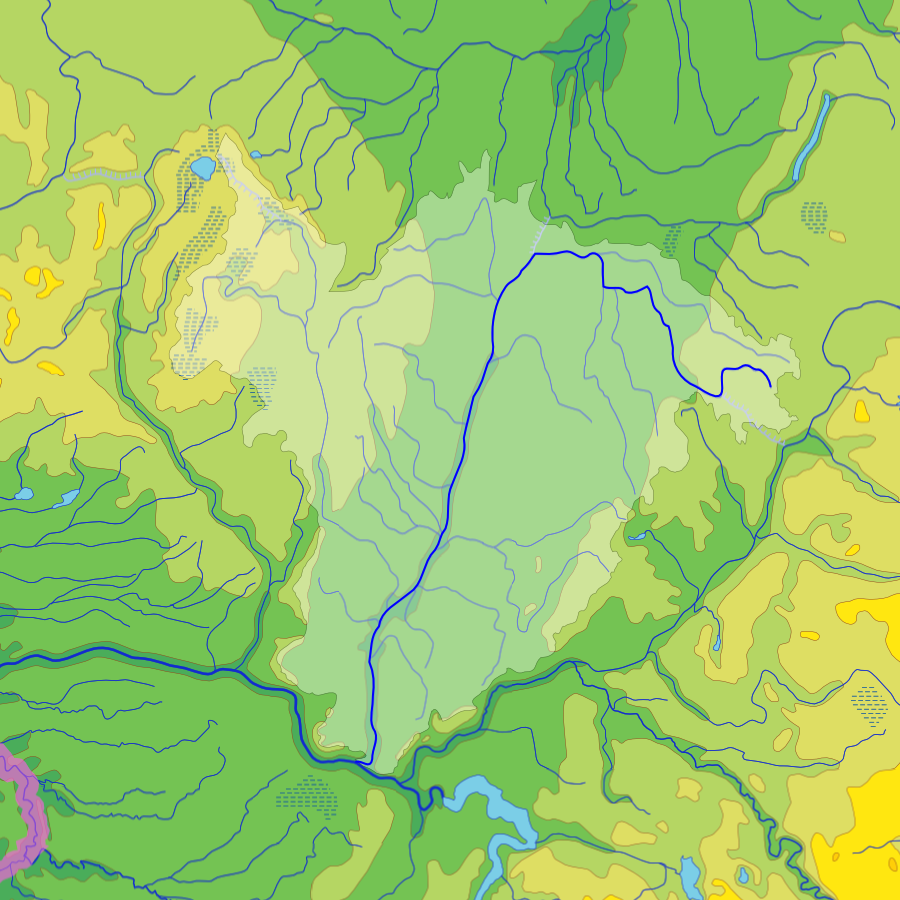
Nevėžis-Becken – Einzugsgebiet: 6140,5 km²

  - Linke Nebenflüsse der Nevėžis: Alanta, Juoda, Upytė, Linkava, Obelis, Barupė, Gynia
    - Alanta, Länge: 31,9 km, Einzugsgebiet: 118,5 km²
    - Juoda, Länge: 34,7 km, Einzugsgebiet: 317,5 km²
    - Upytė, Länge: 39,5 km, Einzugsgebiet: 252 km²
    - Linkava, Länge: 36,8 km, Einzugsgebiet: 163,4 km²
    - Obelis, Länge: 53,3 km, Einzugsgebiet: 673,8 km²
      - Linke Nebenflüsse der Obelis: Gerupė, Nekula, Arvystas, Vanga, Lankesa, Gegužinė, Piltyna
      - Rechte Nebenflüsse der Obelis: Rudekšna, Inđija, Petraičių upelis, Šumera, Suleva, Malčius

    - Barupė, Länge: 48,2 km, Einzugsgebiet: 322,4 km²
      - Linke Nebenflüsse der Barupė: Savyda, Mėkla, Urka
        - Mėkla, Länge: 26,9 km, Einzugsgebiet: 93,3 km²

      - Rechte Nebenflüsse der Barupė: Kulvė, Vabalas, Paparčia

    - Gynia, Länge: 35,8 km, Einzugsgebiet: 156,3 km²

  - Rechte Nebenflüsse der Nevėžis: Juosta, Kiršinas, Liaudė, Kruostas, Dotnuvėlė, Smilga, Šušvė, Aluona, Striūna
14. Dubysa, Länge: 130,9 km, Einzugsgebiet: 1972,6 km², Mündung bei Seredžius Dubysa-Becken – Einzugsgebiet: 1972,6 km²

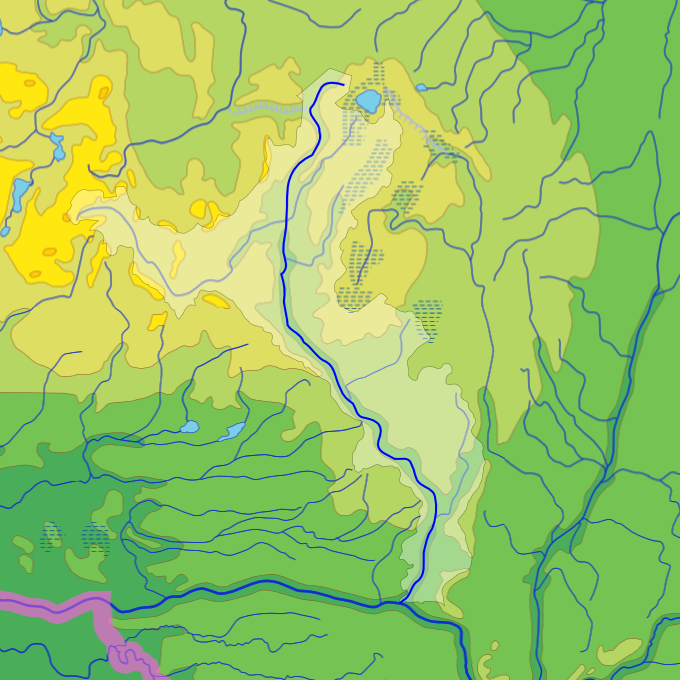
Dubysa-Becken – Einzugsgebiet: 1972,6 km²

  - Linke Nebenflüsse der Dubysa: Šiaušė, Gryžuva, Lapišė, Luknė, Kirkšnovė, Gynėvė, Lazduona, Lelykas
    - Šiaušė, Länge: 32 km, Einzugsgebiet: 120,5 km²
    - Gryžuva, Länge: 13,6 km, Einzugsgebiet: 56,4 km²
    - Lapišė, Länge: 21,1 km, Einzugsgebiet: 90,6 km²
    - Luknė, Länge: 26 km, Einzugsgebiet: 133 km²
    - Kirkšnovė, Länge: 25 km, Einzugsgebiet: 83 km²
    - Gynėvė, Länge: 36 km, Einzugsgebiet: 125 km²
    - Lazduona, Länge: 16,7 km, Einzugsgebiet: 63,7 km²
    - Lelykas, Länge: 9,7 km, Einzugsgebiet: 17,8 km²

  - Rechte Nebenflüsse der Dubysa: Lukojus, Kražantė
    - Kražantė, Länge: 87,4 km, Einzugsgebiet: 378 km²
15. Mituva, Länge: 101,7 km, Einzugsgebiet: 773,4 km²
16. Jūra, Länge: 171,8 km, Einzugsgebiet: 3994,4 km²/3990 km²
17. Šyša, Länge: 61 km, Einzugsgebiet: 410 km²
18. Gėgė, Länge: 24,9 km, Einzugsgebiet: 445,4 km²
19. Minija, Länge: 213 km, Einzugsgebiet: 2980 km², Mündung in die Atama – einen Arm des Memeldeltas
20. Matrossowka – Hauptmündungsarm der Memel
21. Atama – nördlicher Mündungsarm der Memel
22. Skirvytė – südlicher Mündungsarm der Memel.